# Алексис Фереро
Алексис Хавиер Фереро (роден на 31 март 1979 година) е аржентински футболен централен защитник, който играе за Клуб Атлетико Уракан в Аржентина Примера Б Насионал.

## Клубна кариера
Фереро започва професионалната си кариера в аржентинския спортен клуб Феро Карил Оест. Играе за отбора до 2003 г., когато се присъединява към Клуб Атлетико Атланта от Примера Б Метрополитана (трета дивизия).
През 2005 г. Фереро се присъедини към КА Тигре, помагайки на отбора да спечели аржентинската Примера Дивисион  през 2007 г. Фереро играе във всичките 19 мача, което помага на клуба да завърши на второ място, най-високо място за отбора в историята му.
За 2008 г. Фереро премина в бразилския отбор Ботафого де Футебол е Регаташ. Въпреки това той се завръща в Аржентина на 11 януари 2009 г., когато е отдаден под наем на Клуб Атлетико Колон.
През януари 2010 г. Фереро се присъединява към Клуб Атлетико „Ривър Плейт“. 

## Международна кариера
Дебютира за Националния отбор на Аржентина през 2009 в приятелския мач срещу Панама, спечелен с 3:1.